# Frank Hansen
Frank Hansen (Jyllinge, 23 febbraio 1983) è un ex calciatore danese, difensore.

## Carriera

### Club
Hansen inizia la carriera professionistica nel 1999, con la maglia dell'Ølstikke dove gioca quatro campionati per poi trasferirsi nell'Esbjerg, in Superligaen, massima serie danese.

### Nazionale
È stato nel giro della Nazionale danese Under-19, con la quale ha collezionato 18 presenze e della Nazionale danese Under-21 disputando 9 gare; inoltre ha partecipato ad Euro 2006.